# Laothoe decorata
Laothoe decorata är en fjärilsart som beskrevs av Schultz. 1902. Laothoe decorata ingår i släktet Laothoe och familjen svärmare. Inga underarter finns listade i Catalogue of Life.